# Harald Norpoth
Harald Norpoth, né le 22 août 1942 à Münster, est un ancien athlète allemand, coureur de demi-fond (spécialiste des 1500 et 5 000 m). Il a remporté l'argent sur 5 000 m pour l'Allemagne de l'Ouest aux Jeux olympiques d'été de 1964.
Aux Jeux olympiques d'été de 1968 il termina quatrième sur 1 500 m et abandonna sur 5 000 m.

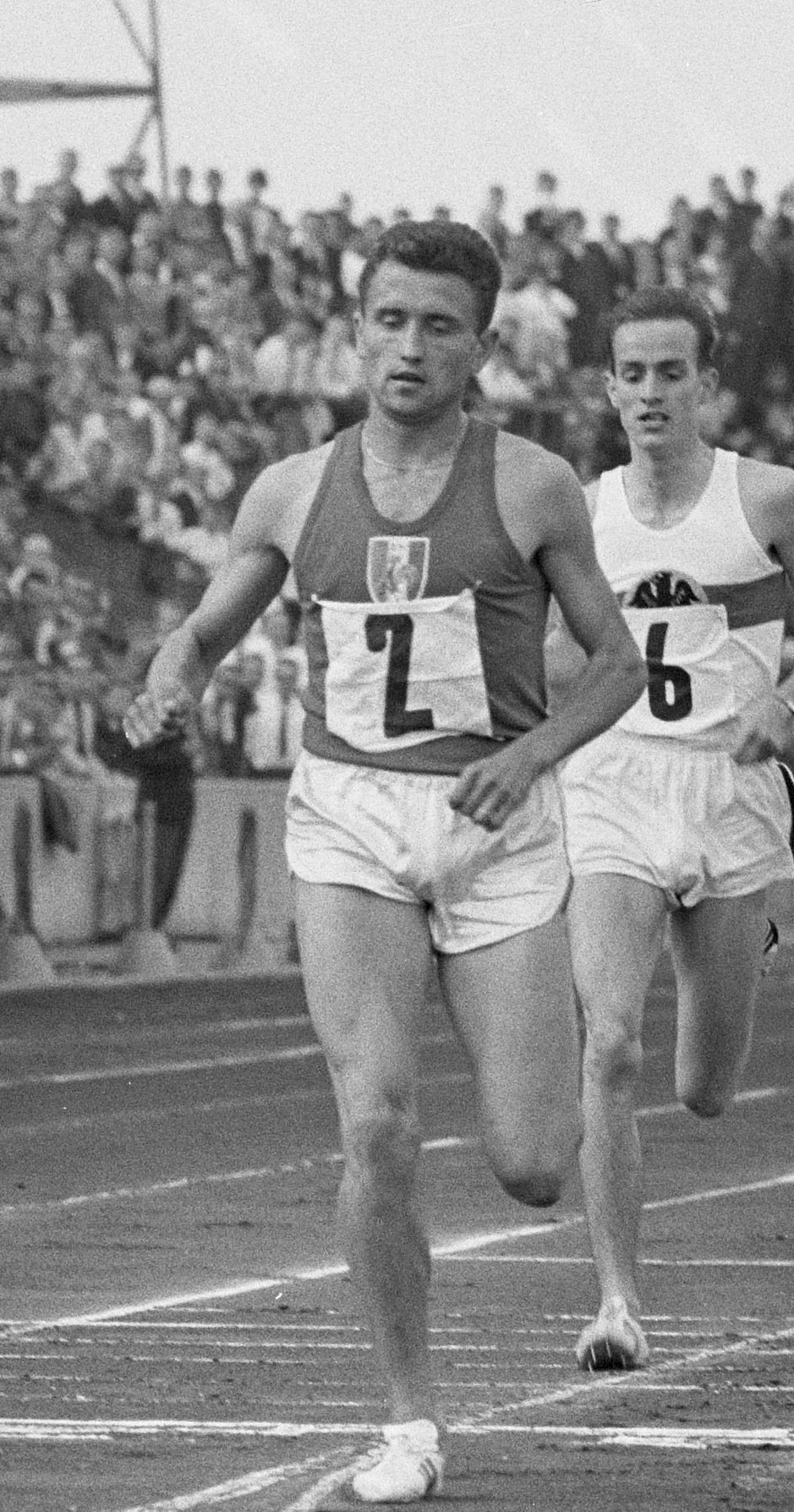
Michel Jazy, au premier plan, et Harald Norpoth en 1963.

## Palmarès

### Jeux olympiques
- Jeux olympiques de 1964 à Tokyo ( Japon)
  -  Médaille d'argent sur 5 000 m
- Jeux olympiques de 1968 à Mexico ( Mexique)
  - 4e sur 1 500 m
  - abandon sur 5 000 m
- Jeux olympiques d'été de 1972 à Munich ( Allemagne de l'Ouest)
  - 6e sur 5 000 m

### Championnats d'Europe d'athlétisme
- Championnats d'Europe d'athlétisme de 1966 à Budapest ( Hongrie)
  -  Médaille de bronze sur 1 500 m
  -  Médaille d'argent sur 5 000 m
- Championnats d'Europe d'athlétisme de 1971 à Helsinki ( Finlande)
  -  Médaille de bronze sur 5 000 m

### Championnats d'Europe d'athlétisme en salle
- Jeux européens d'athlétisme en salle de 1966 à Dortmund ( Allemagne de l'Ouest)
  -  Médaille d'or sur 3 000 m
- Championnats d'Europe d'athlétisme en salle de 1970 à Vienne ( Autriche)
  -  Médaille d'argent sur 3 000 m